# Georg Wilhelm Haentjens
Georg Wilhelm Haentjens (* 23. September 1775 in Mülheim am Rhein; † im 19. Jahrhundert) war ein deutscher Kaufmann und Abgeordneter.

## Leben
Kuntz lebte als Kaufmann in Frankfurt am Main (zunächst Firma Georg Wilhelm Haentjens, dann Hinckel und Haentjens). Das Geschäft hinter dem Römer war Weinhandel, Kommission und Spedition. Von 1822 bis 1826 war er Mitglied der Frankfurter Handelskammer. Am 25. Oktober 1797 heiratete er Sophie von Hofen.
Zwischen 1818 und 1826 gehörte er der Ständigen Bürgerrepräsentation der Freien Stadt Frankfurt an. Von 1822 bis 1826 war er auch Mitglied im Gesetzgebenden Körper der Freien Stadt Frankfurt.